# Wahlgeheimnis

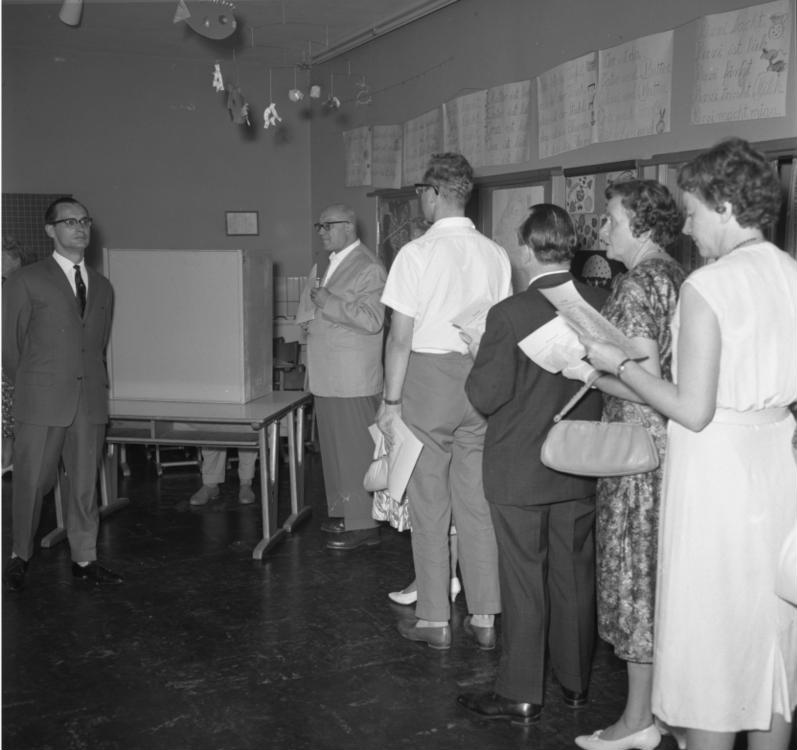
Bundestagswahl 1961: Wähler vor einer Wahlkabine, die das Wahlgeheimnis sichern soll.

Das Wahlgeheimnis schützt den Wähler bei einer geheimen Wahl oder Abstimmung davor, dass seine Wahlentscheidung beobachtet wird oder nachträglich rekonstruiert werden kann. Die Sicherung des Wahlgeheimnisses ist einer der Wahlrechtsgrundsätze einer Demokratie. Ziel ist es, die Einschüchterung von Wählern und den Verkauf von Stimmen zu erschweren. Gewahrt wird das Wahlgeheimnis mit Ausfüllung des Wahlzettels blickgeschützt in Wahlkabinen und anschließender Faltung und Umhüllung des Stimmzettel durch einen Briefumschlag beim Einwurf in die Urne. Ein Gegenstück dazu ist die bei wichtigen Themen anberaumte namentliche Abstimmung von Mandatsträgern in Parlamenten, mit Veröffentlichung der Namen und Archivierung für die Nachwelt. Eine Zwischenform ist die Abstimmung per Handzeichen, oder per Akklamation.
Die Geheimheit der Wahl scheint der Öffentlichkeit der Wahl zu widersprechen. Öffentlich werden aber Wahlen wie die Bundestagswahlen genannt, weil der Wahlakt an sich in der Öffentlichkeit stattfindet. Das Wahllokal ist öffentlich zugänglich, und das Wahlverfahren soll transparent und nachvollziehbar sein.
Um sicherzustellen, dass bei Scheinwahlen das von der Obrigkeit gewünschte Ergebnis entsteht, sind diese im Regelfall nicht geheim. So war das Wahlgeheimnis bei den „Wahlen“ zur Volkskammer in der DDR faktisch öffentlich. Zwar bestand die theoretische Möglichkeit, den Stimmzettel geheim auszufüllen und gegen die Einheitsliste zu stimmen. Jedoch wurde dieses Stimmverhalten registriert und der Wähler hatte bei abweichendem Verhalten Repressalien zu erwarten. Die weitaus überwiegende Zahl der Stimmen wurde daher offen abgegeben. Im Volksmund sprach man daher davon, man gehe „Zettel falten“, wenn man zur Wahl ging.
Das Dokument des Kopenhagener Treffens der Konferenz über Sicherheit und Zusammenarbeit in Europa der Konferenz über die Menschliche Dimension der KSZE vom 29. Juni 1990 schreibt in Punkt 5.1 und 7.4 geheime Abstimmungen vor.
Das Wahlgeheimnis, das bei Urnenwahlen auch in der Schweiz gilt, ist in Konflikt mit älteren Formen der Demokratie, die in der Schweiz bis heute praktiziert werden. In Gemeindeversammlungen und an Landsgemeinden stimmt und wählt das versammelte Volk durch Erheben der Hand. Jeder Stimmbürger kann also sehen, wie andere Stimmbürger um ihn herum stimmen oder wählen. Weil es in diesen alten Formen der Versammlungsdemokratie kein Wahlgeheimnis gibt, musste die Schweiz bei der Unterzeichnung verschiedener völkerrechtlicher Verträge (z. B. dem internationalen Pakt über bürgerliche und politische Rechte), einen Vorbehalt anbringen. Der Konflikt relativiert sich, wenn man das versammelte Volk mit einem Parlament vergleicht. In Parlamenten wird oft namentlich abgestimmt.

## Urnenwahl im Wahllokal

### Regelungen in Deutschland
Das Wahlgeheimnis wird durch die Wahlkabine, in der der Wahlvorgang stattfinden muss, und die verschlossene Wahlurne, in die der Stimmzettel geworfen wird, gesichert. Ebenso gehören dazu gleichförmige Stimmzettel und gleiche Stifte, mit denen die Stimmzettel gekennzeichnet werden können. Nach § 56 Abs. 2 Satz 2 und Abs. 6 lit 5a der Bundeswahlordnung sind Fotos und Videoaufnahmen in der Wahlkabine verboten. Eine Verletzung dieser Regeln käme einer Verletzung des Wahlgeheimnisses (§ 107c StGB) gleich. Nach der Bundestagswahl 2017 stellte der Bundeswahlleiter 42 Strafanzeigen wegen des Verdachts der Verletzung des Wahlgeheimnisses.
Das Wahlgeheimnis erfordert, dass ein in seinem Wahllokal anwesender Wähler ohne Hilfebedarf seine Stimme geheim, d. h. unbeobachtet abgeben muss; Stimmzettel, bei deren Kennzeichnung der Wähler beobachtet wurde, dürfen im Prinzip nicht in die Wahlurne geworfen werden. Durch diese Regelung darf allerdings nicht Art. 29 der „UN-Konvention über die Rechte von Menschen mit Behinderungen“ unterlaufen werden, wonach die Vertragsstaaten verpflichtet sind sicherzustellen, dass auf Wunsch von Menschen mit Behinderungen Wahlhelfer eine Hilfe bei der Stimmabgabe durch eine Person der Wahl der behinderten Wahlberechtigten gestatten müssen (§ 14 Abs. 5 (BWahlG), § 57 (BWO)). Die Person, die beim Wahlvorgang Hilfestellung leistet, erfährt dabei zwangsläufig, wie der Wähler abstimmt. Diese Einschränkung des Gebots der geheimen Wahl muss wegen des Verbots einer Diskriminierung von Menschen wegen ihrer Behinderung in Kauf genommen werden.
Jeder Wähler darf nach der Wahl seine Wahlentscheidung öffentlich verkünden. Da keine Möglichkeit besteht, die Richtigkeit dieser Aussage zu überprüfen, bleibt die Freiheit der Wahlentscheidung gewahrt. Wurde jemand vor der Wahl verbotswidrig unter Druck gesetzt, kann der Betreffende nach einer unbeobachteten Stimmabgabe behaupten, die von ihm verlangte Wahl getroffen zu haben, obwohl er in Wirklichkeit frei eine andere Partei gewählt hat.

## Briefwahl

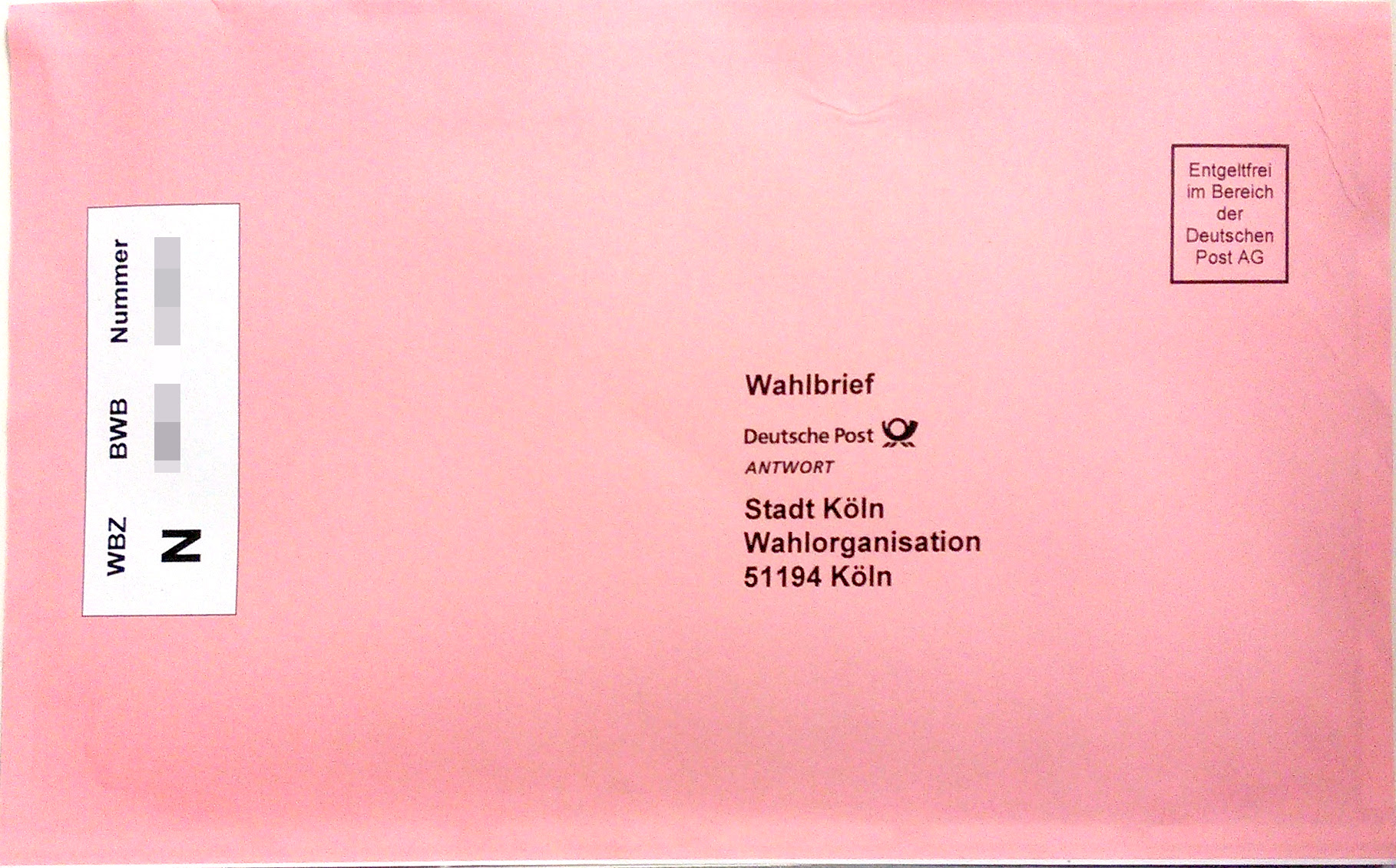
Wahlbrief zur Oberbürgermeisterwahl Köln 2015.

Bei der Briefwahl werden mehrere De-facto-Wahlrechtsgrundsätze eingeschränkt. Diese Einschränkungen werden in Kauf genommen, um Wahlberechtigten die Teilnahme an der Wahl zu ermöglichen, die dies am Wahltag im Wahllokal, vor allem wegen Krankheit oder Abwesenheit vom Wohnort, nicht könnten.
Bei der Stimmabgabe per Briefwahl kann, anders als bei der Stimmabgabe im Wahllokal, nicht gewährleistet werden, dass die Wähler ihre Wahlzettel unbeeinflusst, unbeobachtet und höchstpersönlich ausfüllen. Dadurch werden Einschüchterung, Stimmenkauf und die Ausnutzung der Hilflosigkeit dementer und geistig behinderter Menschen möglich. Es ist auch technisch möglich, unterschriebene, aber unausgefüllte Briefwahlunterlagen weiterzugeben, die erst später von Dritten ausgefüllt werden. Alle genannten Formen des Missbrauchs sind jedoch verboten.
Auf dem Postweg zur Wahlbehörde soll das Postgeheimnis die Wahlbriefe vor Öffnung durch die Mitarbeiter der Post schützen. In der Wahlbehörde werden die Wahlbriefe verschlossen bis zur Auszählung aufbewahrt. Die Tatsache, dass ein Wahlberechtigter von der Möglichkeit zur Briefwahl Gebrauch gemacht hat, wird allerdings in den Wählerlisten vermerkt, damit der Betreffende nicht doch noch (ein zweites Mal) in seinem Wahllokal von seinem Stimmrecht Gebrauch machen kann.
Die Verwendung von zwei Umschlägen soll davor schützen, dass dort, wo die Stimmzettel ausgezählt werden, bekannt wird, wer den Stimmzettel ausgefüllt hat. Der äußere enthält die Identifikation (Wahlschein) des Wählers, um eine Mehrfachwahl zu verhindern, und einen kleineren Umschlag. In diesem befindet sich ein Stimmzettel, von dem allein her keine Rückschlüsse auf die Person des Wählers gezogen werden können. Zur Sicherung des Wahlgeheimnisses ist es bei Briefwahlen verboten, dass eine Person beide Umschläge unmittelbar nacheinander öffnet.
Ein Stimmzettel, welcher beispielsweise über Briefwahl abgegeben wurde und sich zwar im äußeren Umschlag (mit Identifikation des Wählers), nicht jedoch im inneren Umschlag befindet, gilt als nicht abgegeben (Wahrung des Wahlgeheimnisses).
Holt ein Wähler die Briefwahlunterlagen persönlich bei der Wahlbehörde ab, kann er diese gleich vor Ort ausfüllen und abgeben. Dadurch entfällt auch das Risiko der Einsicht auf dem Postweg.

## Wahlcomputer
Der Einsatz von Wahlcomputern ist in puncto Gewährleistbarkeit des Wahlgeheimnisses umstritten. Beispielsweise wurde den Wahlcomputern der Firma SDU aufgrund kompromittierender elektromagnetischer Abstrahlung und damit einhergehender Ermöglichung von Van-Eck-Phreaking 2006 die Zulassung für die niederländischen Parlamentswahlen entzogen. Das Bundesverfassungsgericht hat 2009 entschieden, dass der Einsatz von Wahlcomputern bei der Bundestagswahl 2005 grundgesetzwidrig war.

## Trivia
In Indien entstand die sehr ungewöhnliche Herausforderung das Wahlgeheimnis bei der Wahl von Siamesischen Zwillingen umzusetzen. Für Sohan und Mohan Singh wurden hierzu Spezialbrillen angefertigt, die es beiden ermöglichte, ihre Stimme unbeobachtet vom Zwillingsbruder abzugeben.